# Losonczi Dávid
Losonczi Dávid (Budapest, 2000. július 1. –) világ-és Európa-bajnok magyar birkózó.

## Pályafutása
2021 novemberében a Belgrádban rendezett U23-as világbajnokságon ezüstérmet szerzett 87 kilogrammban. 2022 júniusában megnyerte a rangos Matteo Pellicone-emlékversenyt, egy hónappal később pedig Lengyelországban nyert nemzetközi tornát 87 kilogrammban. A szeptemberbben megrendezett felnőtt világbajnokságon bronzérmet szerzett. 2023 márciusában aranyérmet nyert az U23-as Európa-bajnokságon. A döntőben a dán Turpal Bisultanovot győzte le 4–3 arányban.
A 2023-as birkózó-világbajnokságon 87 kilogrammaban ezüstérmet szerzett, a döntőben a török Ali Cengiztől szenvedett 8-7-es vereséget. Losonczi veresége nagy viszhangot váltott ki a nemzetközi mezőnyben, ugyanis bírói hiba okán egy egyértelmű tusgyőzelmet vettek el tőle. Nenad Lalovic, a Nemzetközi Birkózó Szövetség elnöke is elnézést kért a bíráskodás miatt a magyar sportolótól, aki később megkapta az aranyérmet, miután a Szövetség utólag Ali Cengizt és Losonczit is aranyérmesnek nyilvánította.
A 2024-es párizsi olimpián 87 kilogrammban az 5. helyen végzett, miután az elődöntőben előbb a későbbi olimpiai bajnok bolgár Szemen Novikovtól, a bronzmérkőzésen pedig a dán Turpal Bisultanovtól is vereséget szenvedett. A 2025-ös birkózó európa bajnokságon a döntőben Szemen Novikovot legyőve aranyérmet szerzett.